# SM Mall of Asia

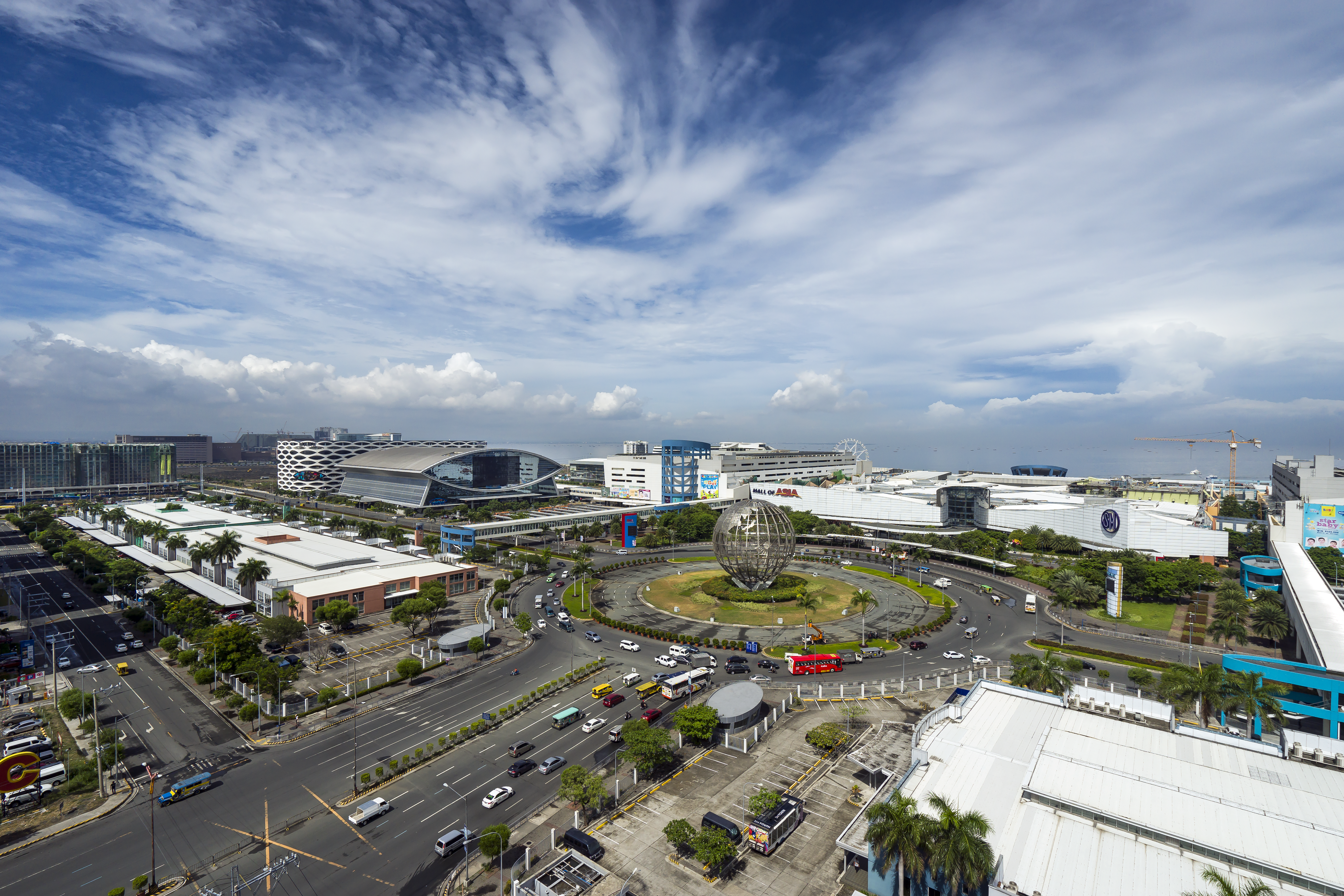
SM Mall of Asia en 2016

SM Mall of Asia, también abreviado como SM MoA o simplemente MoA, es un gran centro comercial en la ciudad filipina de Pasay, cerca de la Bahía de Manila y el extremo sur de la Avenida Epifanio de los Santos (EDSA).
Inaugurado el 21 de mayo de 2006, es uno de los centros comerciales más grandes de Filipinas. Propiedad de SM Prime Holdings (propietario y promotor de una cadena de centros comerciales en Filipinas), tiene una superficie de 67 hectáreas, una superficie útil de aproximadamente 432.891 metros cuadrados y 46.647 metros cuadrados para convenciones y funciones sociales. El centro comercial cuenta con más de 700 locales comerciales, incluyendo 217 locales de comida. La zona atrae un tráfico peatonal promedio de unas 200.000 personas al día.

## Descripción
El Mall of Asia consta de cuatro edificios interconectados por pasarelas: el Main Mall, el Entertainment Mall y los edificios de estacionamiento norte y sur. El Main Mall incluye tiendas y el patio de comidas. El Entertainment Mall es un complejo de dos pisos, la mayoría al aire libre, frente a la bahía de Manila. 
Los 5.000 espacios de estacionamiento del centro comercial están divididos en dos edificios de estacionamiento de seis pisos convenientemente designados como los edificios de estacionamiento norte y sur, que han sido cubiertos con un techo solar. El edificio de estacionamiento sur alberga la tienda oficial The SM Store del centro comercial, mientras que el supermercado del centro comercial, el hipermercado SM, se encuentra en el edificio de estacionamiento norte. Estos edificios de estacionamiento están equipados con ascensores y escaleras mecánicas (desde 2016) lo que permite un acceso rápido a los niveles de estacionamiento.
Desde su apertura en 2006, los visitantes del centro comercial han sido recibidos por un gran globo terráqueo de acero en una rotonda en el extremo sur de la avenida Epifanio de los Santos. En 2009, el globo terráqueo se convirtió en Globamaze, una pantalla LED.
Una de las principales atracciones del centro comercial es el primer y más grande cine IMAX del país, el teatro IMAX San Miguel-Coca Cola. El complejo donde está el centro comercial también alberga otras atracciones, entre las cuales están las siguientes:
- Un estadio cubierto (Mall of Asia Arena), con capacidad para 20.000 personas.[5] Inaugurado el 16 de junio de 2012,[6] ha sido usado para partidos de baloncesto.[7][8]

- Una pista de patinaje de tamaño Olímpico, con un área de 1800 metros cuadrados y capacidad para 300 personas.[9]

- Un centro de convenciones (Centro de Convenciones SMX) con capacidad para unas 18.000 personas.[10]